# Vitaliano VI Borromeo
Vitaliano VI Borromeo, V marchese di Angera (Milano, 20 aprile 1620 – Milano, 8 ottobre 1690), è stato un nobile, militare, mecenate, politico, diplomatico e scrittore italiano del XVII secolo.
Comandante militare di grande rilievo durante la guerra franco-spagnola della prima metà del Seicento, fu anche diplomatico, sempre al servizio della Spagna a cui dovette gran parte delle proprie fortune personali.
È ricordato inoltre per essere stato patrono di molti personaggi di spicco della sua epoca tra cui Ludovico Antonio Muratori e Carlo Maria Maggi, oltre che per aver avviato la costruzione del Palazzo Borromeo sull'Isola Bella, suo possedimento nel Lago Maggiore, uno dei più grandiosi esempi di villa di delizia di sempre nell'area lombarda.

## Biografia

### Infanzia ed educazione
Nacque a Milano il 20 aprile 1620, terzogenito di Carlo III e Isabella D'Adda. Dopo gli studi giuridici, filosofici e letterari condotti a Roma (insieme al fratello Giberto, poi cardinale) ed a Pavia, si dedicò alla carriera militare.

### Carriera militare

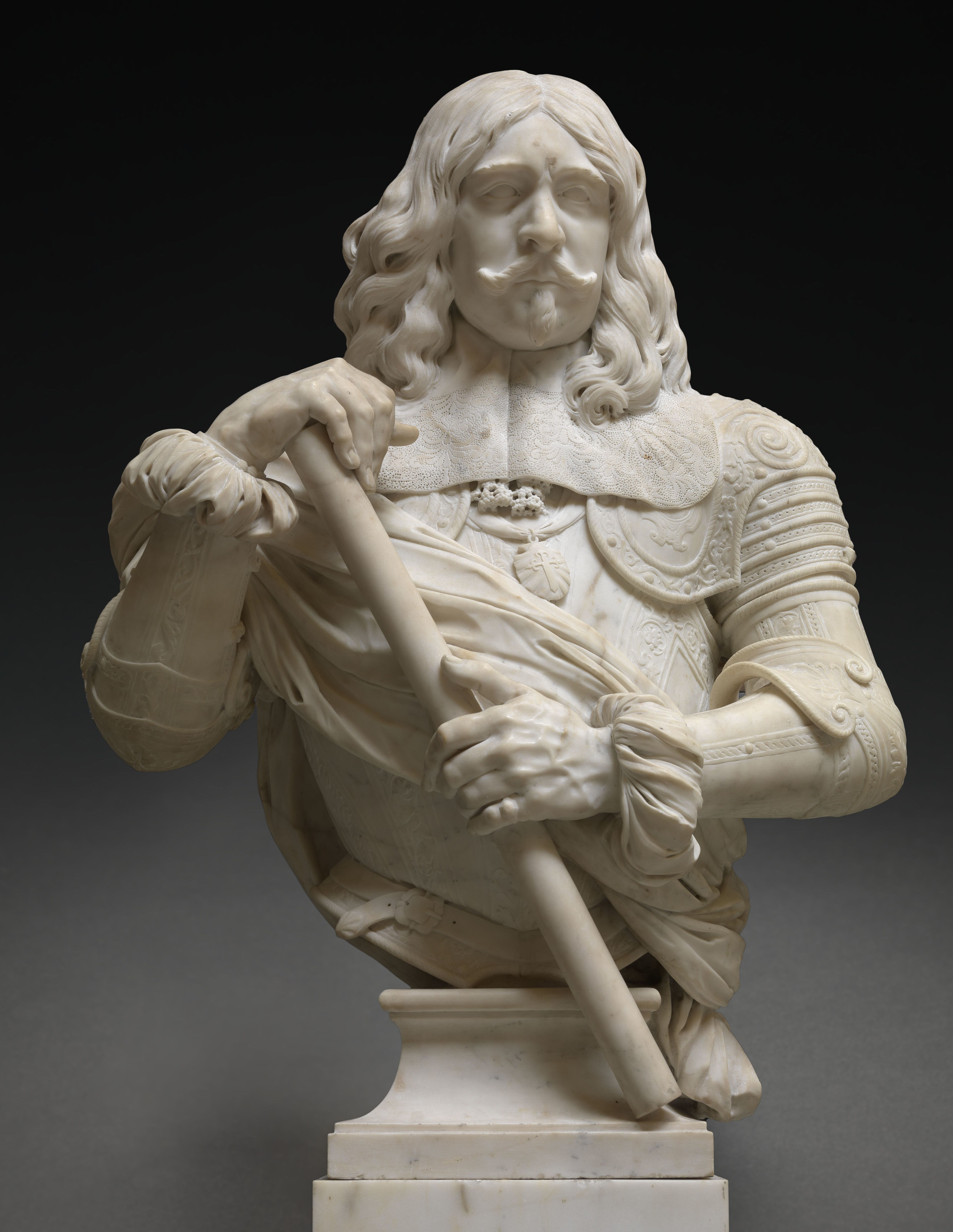
Il Marchese di Caracena in un busto in marmo di Artus Quellinus il Vecchio, 1664, oggi al Museo Reale di Belle Arti di Anversa.

Dopo aver combattuto nelle campagne degli anni 1643-1646, il Borromeo partecipò poi attivamente alla Guerra franco-spagnola (1647-1648) nelle file dell'esercito spagnolo sotto il comando del marchese di Caracena, combattendo contro le armate del principe Tommaso di Savoia-Carignano e del duca Francesco I d'Este. Ebbe un ruolo particolarmente significativo quando, alla testa di 2000 fanti (metà dei quali assoldati a sue spese), si lanciò sul Po contro le truppe del generale francese Serion nell'autunno del 1647, attestandosi poi sull'Adda (a Cassano d'Adda) dove la resistenza del Borromeo risultò fondamentale ancora una volta per evitare che i franco-modenesi passassero il confine e raggiungere Milano in breve tempo. Il ruolo di Vitaliano fu importante anche perché con la stagione invernale, in Francia si aprì una guerra civile che costrinse il primo ministro cardinale Mazzarino a rinunciare alla sua conquista di Milano per concentrarsi sugli affari interni del regno.

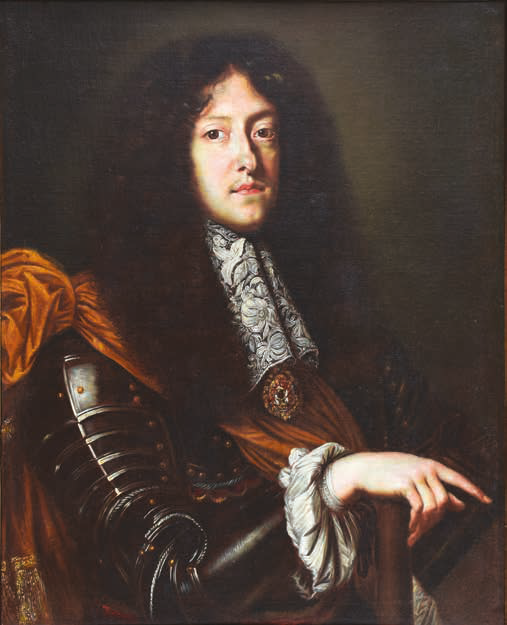
Ritratto di Carlo II Gonzaga

Rimasto alla guida dei suoi uomini, nel 1651 venne impiegato in una serie di operazioni in Piemonte sempre con gli spagnoli che erano intenzionati a cogliere il momento di distrazione dei francesi per approfittare della loro debolezza e stroncare le conquiste che avevano ottenuto in Italia, forti anche di un accordo raggiunto col duca di Modena che avrebbe assicurato piena libertà di movimenti. Il Borromeo prese parte a questa campagna ancora una volta sotto il comando del governatore di Milano, ma questa volta alla testa di un contingente di 2.500 uomini assoldati completamente a sue spese, col quale in breve tempo sino a Moncalieri. Nel 1652, dopo la conclusione dell'alleanza col duca di Mantova Carlo II, il Borromeo si occupò della riconquista della cittadella militare di Casale Monferrato, difendendo le retrovie di Novara, Arona e Vercelli mentre il grosso dell'esercito spagnolo si lanciò alla conquista della città piemontese.

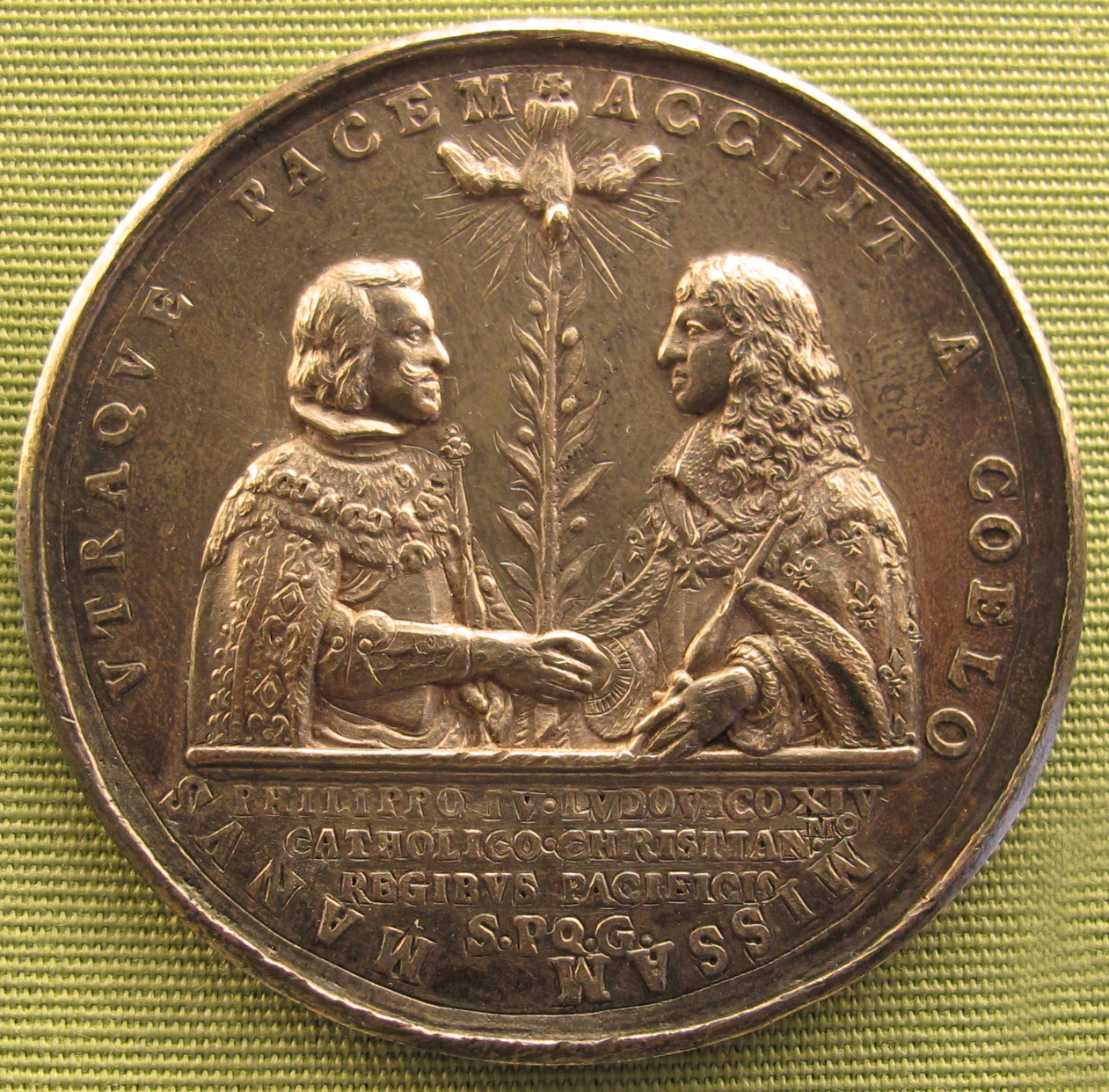
Medaglia del 1660 celebrante la pace dei Pirenei

La carriera militare di Vitaliano Borromeo non conobbe freni durante quegli anni concitati, in particolare con la ripresa delle ostilità da parte dei francesi dopo il periodo della Fronda: nel 1657 si occupò della difesa di Tradate, ma fallì insieme ad altri generali spagnoli nel tentativo di difendere la costa orientale del Ticino, motivo che segnò irrimediabilmente il suo futuro militare, venendo relegato dall'anno successivo ai governatorati dapprima di Tortona e poi di Pavia. Proprio mentre si trovava in quest'ultima città, si trovò a dover fronteggiare un assalto francese, respingendo il nemico vittoriosamente. Motivato da questo successo e già pronto a riprendere la via delle armi, nel 1659 abbandonò Pavia per portarsi ad Arona col fine di reclutare nuove truppe per la causa spagnola, ma la firma della Pace dei Pirenei nell'autunno di quello stesso anno, rese i suoi sforzi inutili. Venne congedato dalle campagne militari col titolo di Capitano Generale dell'Artiglieria del Ducato di Milano.

### Carriera diplomatica

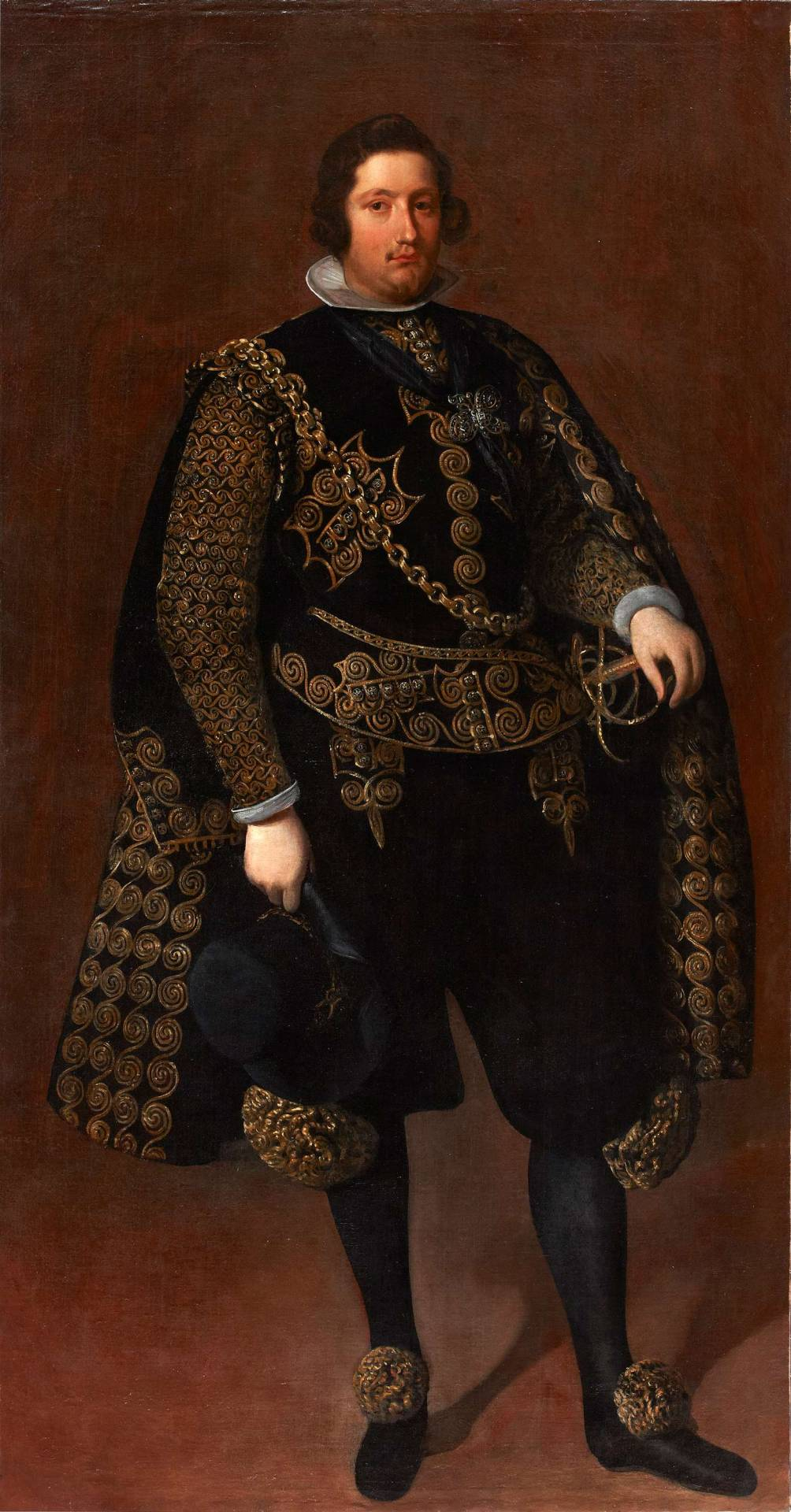
Luis de Guzmán Ponce de Leon

Terminato questo periodo di impegni militari, il governo spagnolo a Milano continuò ad avvalersi della figura di Vitaliano, dandogli degli incarichi diplomatici di rilievo a partire dal 1665 quando si recò a Innsbruck dove si trovava l'imperatore per conto del nuovo governatore di Milano, Luis de Guzmán Ponce de Leon, missione fortemente voluta dal Borromeo forse anche per perorare la sua causa personale per mantenere l'incarico di vicario imperiale che comunque gli venne revocata nel 1674. Nel 1666 venne inviato sempre per conto del governatore di Milano alle corti di Modena e di Mantova con l'intento di mediare tra i due principi entrati in conflitto tra loro a causa delle alleanze con la Spagna. Nel 1678 venne chiamato una seconda volta presso le due corti per i medesimi motivi.

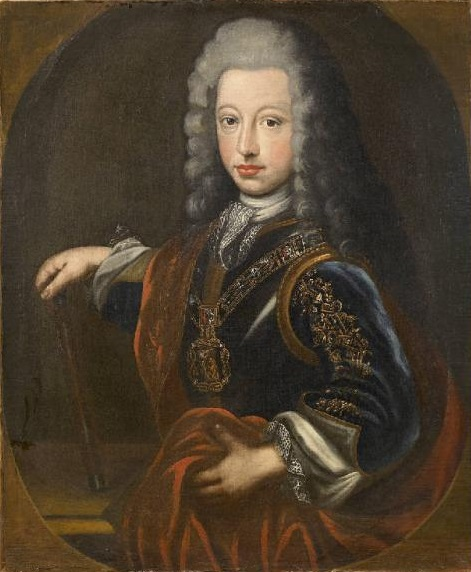
Vittorio Amedeo II di Savoia nel 1684

Nel 1679 riottenne la carica di vicario imperiale ed entrò a far parte del Consiglio Segreto del Ducato di Milano, schierandosi vicinissimo alle posizioni del conte Ercole Visconti e di altri aristocratici filo-spagnoli, schierandosi poi nel 1690 apertamente contro l'alleanza stretta con Vittorio Amedeo II di Savoia. Fu membro dei Sessanta Decurioni.
Nel 1682 si recò ancora una volta alla corte di Modena per contrattare una possibile alleanza con il ducato di Milano in caso di nuove aggressioni da parte dei francesi in Italia.
Nel 1687 venne incaricato dal governatore di Milano di recarsi dapprima a Parma e poi a Modena, ma il motivo di tale missione diplomatica resta a tutt'oggi ignoto.

### Ultimi anni e morte

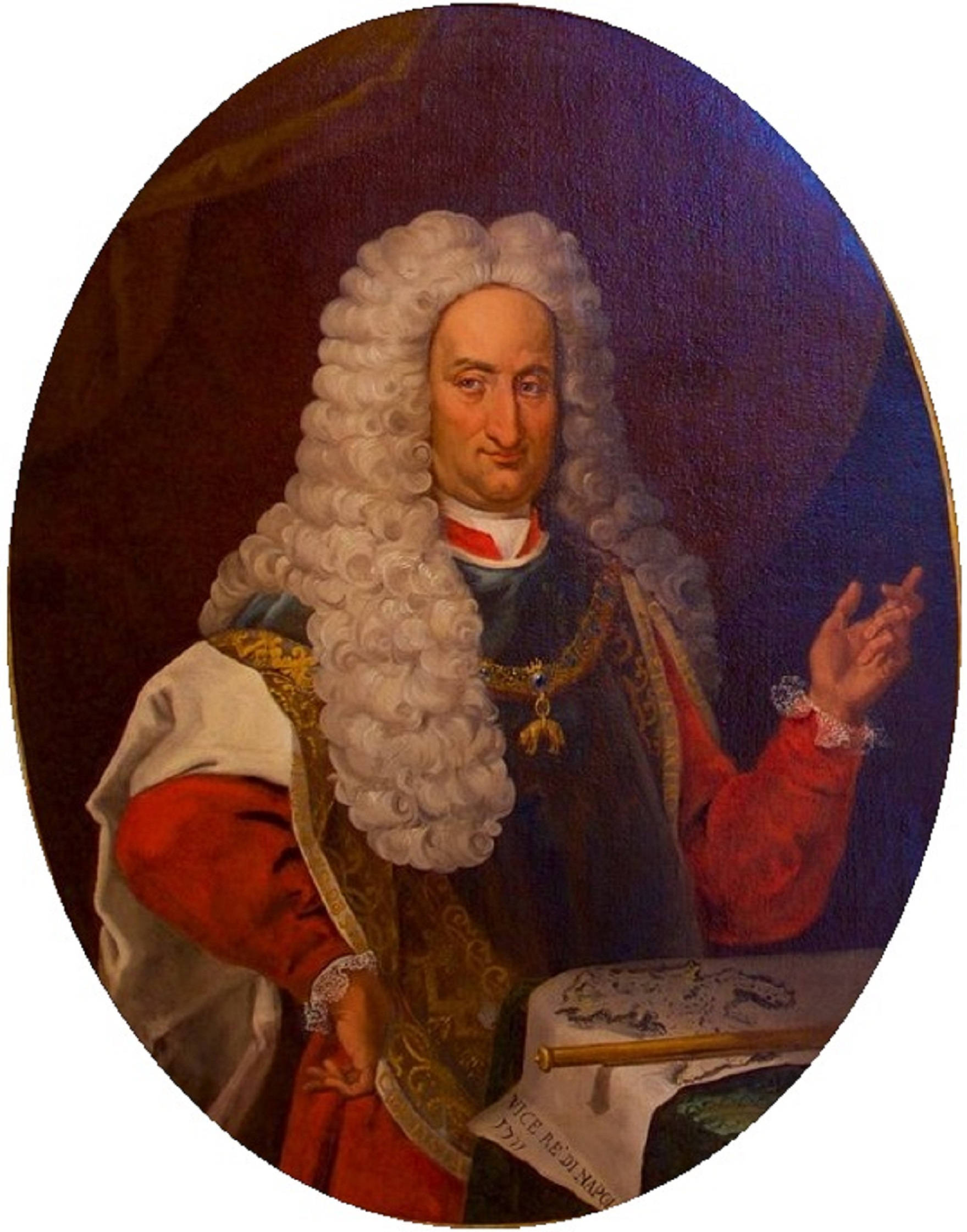
Carlo Borromeo Arese

Anziano ed ormai stanco, si ritirò dai propri incarichi dal 1687 e morì a Milano l'8 ottobre 1690, lasciando i suoi titoli ed i suoi possedimenti al nipote Carlo come promesso al suo defunto fratello. Non si sposò mai e non ebbe figli. Il suo cuore venne sepolto all'Isola Bella, nell'oratorio dedicato a san Rocco.

## La passione per la letteratura

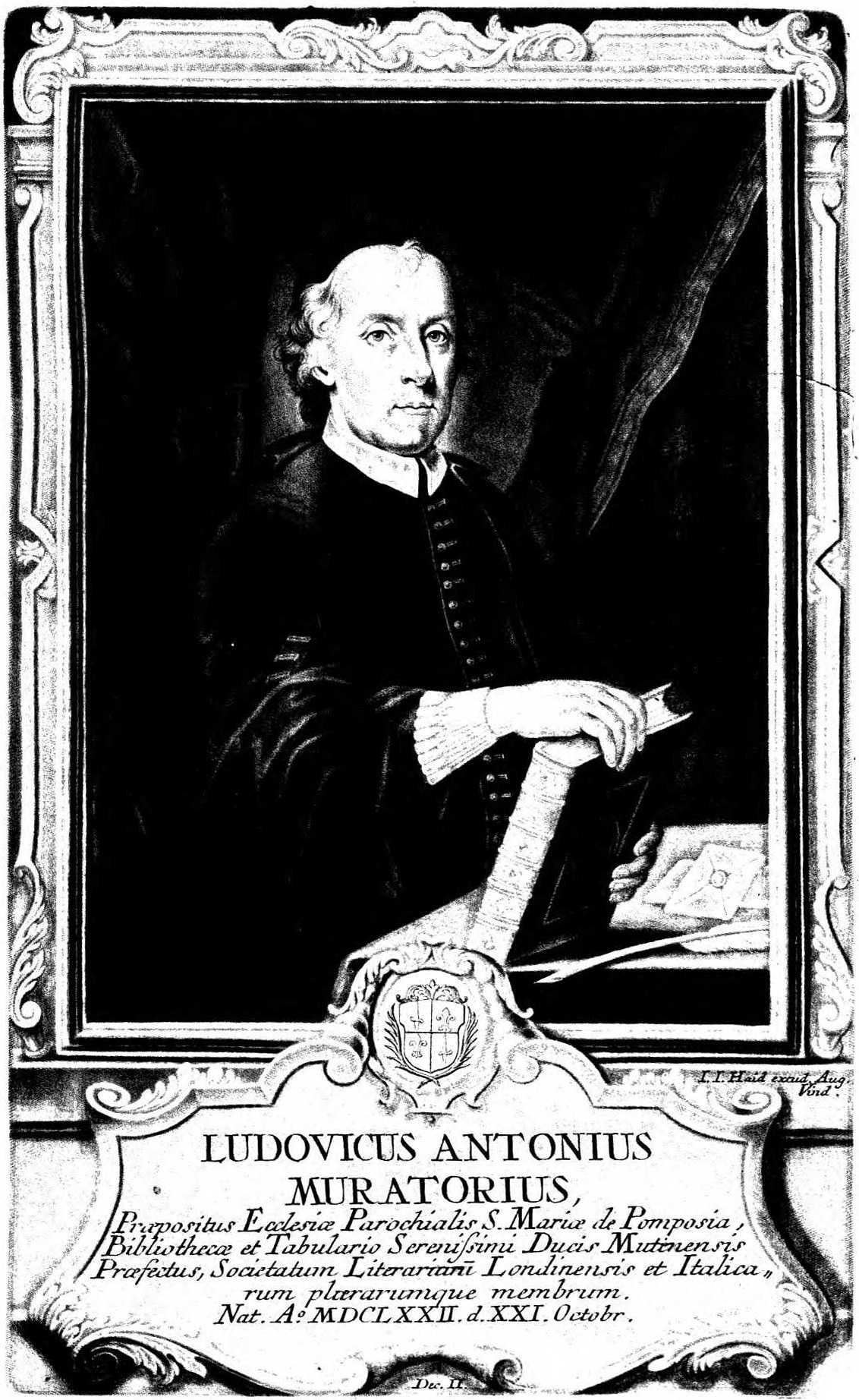
Ludovico Antonio Muratori, tra i personaggi più illustri di cui Vitaliano Borromeo fu mecenate

Per tutta la sua vita, Vitalano ebbe sempre una forte passione per la cultura e la letteratura, divenendo patrono e mecenate di molte menti brillanti della sua epoca come Carlo Maria Maggi, Tommaso Ceva, Giovanni Battista Borella, Giovanni Giacomo Semenza (il quale gli dedicò i suoi sonetti della "Sesta Giornata" della sua opera "Mondo Creato"), supportando anche l'attività di studio e di ricerca di personaggi della Biblioteca Ambrosiana quali Giovanni Angelo Sassi, Pietro Paolo Bosca, Ludovico Antonio Muratori.
Nel 1660 venne eletto principe dell'Accademia dei Faticosi di Milano, di forte tendenza aristotelica che probabilmente, come dimostra il ricco carteggio manoscritto da lui lasciato nell'archivio di famiglia, lo impegnò moltissimo nella progettazione di opere relative alla fisica ed alla morale, alcune delle quali pur compiute non vennero date alle stampe:
- Discorso particolare sul lume
- Del lume e delle ombre
- Del bene
- Dell'arte di conoscere
- Dell'arte di conoscere giudicare il bene ed il male
- Dell'arte di persuadere
- Della perfezione
- Dell'esame delle cose e loro appartenenti, circostanze, rispetti, effetti e conseguenze
- Dell'uomo
- L'arte di operare a fine, perduto
- Sulle qualità personali dell'Imperatore Leopoldo I e dell'Imperatrice Eleonora vedova come 3ª moglie, inedito
- Dell'Imperatore Ferdinando III, dei ministri e persone di Corte
- Della guerra
- Epithalamium - In nuptiis faustissimis serenissorum Vladislai Poloniae ac Sveciae regis, et Ceciliae Austriacae Ferdinandi III imperatori sororis, in occasione delle nozze di Ladislao di Polonia con una principessa austriaca

Stese anche un interessante carteggio, un epistolario con personaggi illustri della sua epoca, appunti, dissertazioni personali e riflessioni sulla società e la cultura milanese del tempo, sugli eventi dell'epoca e sulla stessa famiglia dei Borromeo.

## Il mecenatismo e la costruzione del Palazzo dell'Isola Bella

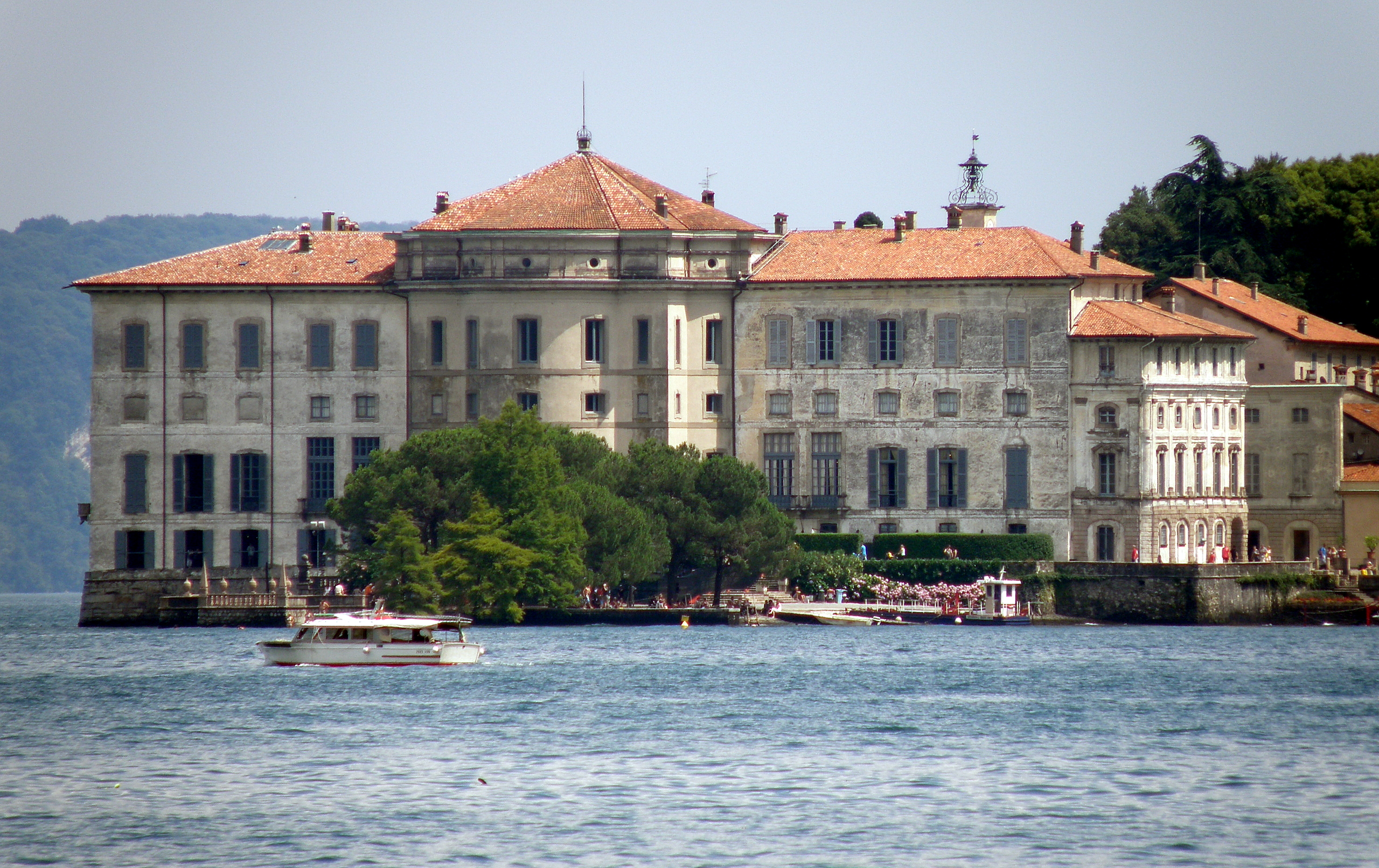
Palazzo Borromeo, realizzato su impulso di Vitaliano VI

Una delle opere che contribuirono Vitaliano VI ad essere eternato nella storia, fu indubbiamente la dedizione con la quale si propose di progettare e far costruire il grandioso palazzo familiare dell'Isola Bella, nel Lago Maggiore (dal 1650), abbellendone altresì i fastosi giardini.
L'opera, iniziata già sotto suo padre Carlo nel 1632, era rimasta perlopiù incompiuta e si era comunque limitata a modeste dimensioni che certo non rappresentavano la potenza, la ricchezza, l'influenza e le ambizioni di Vitaliano. Egli perciò dal 1665 decise di archiviare tutti i progetti precedentemente stesi e di affidare i lavori a Francesco Maria Richini, coadiuvato dal romano Carlo Fontana che venne chiamato a lavorarvi dal 1688. Commissionò le opere che ancora oggi abbelliscono il complesso ai migliori pittori del suo tempo e vi pose la sa ricca pinacoteca che era una delle migliori della sua epoca, comprendendo preziosissimi dipinti di pittori del passato come Bernardino Luini, il Bordone, Tiziano, Tintoretto, Daniele Crespi e Leonardo da Vinci. Prese sotto la sua protezione Pieter Mulier, detto "il Tempesta", lo fece liberare dalle carceri genovesi, ove era detenuto per uxoricidio e ne divenne il mecenate. Nel teatro all'aperto nei giardini della villa, ebbero luogo molte prime di opere di Carlo Maria Maggi.

## Ascendenza
|                       |               |                            | Genitori            |  |  | Nonni |  |  | Bisnonni               |  |  | Trisnonni         |  |
|                       |               |                            |                     |  |  |       |  |  | Giulio Cesare Borromeo |  |  | Federico Borromeo |  |
|                       |               |                            |                     |  |  |       |  |  | Giulio Cesare Borromeo |  |  | Federico Borromeo |  |
|                       |               | Veronica Visconti di Somma |                     |  |  |       |  |  | Giulio Cesare Borromeo |  |  |                   |  |
| Renato I Borromeo     |               |                            |                     |  |  |       |  |  | Giulio Cesare Borromeo |  |  |                   |  |
|                       |               | Margherita Trivulzio       | Renato Trivulzio    |  |  |       |  |  |                        |  |  |                   |  |
|                       |               | Margherita Trivulzio       | Renato Trivulzio    |  |  |       |  |  |                        |  |  |                   |  |
|                       |               | Margherita Trivulzio       | Isabella Borromeo   |  |  |       |  |  |                        |  |  |                   |  |
| Carlo III Borromeo    |               | Margherita Trivulzio       |                     |  |  |       |  |  |                        |  |  |                   |  |
|                       |               | Ottavio Farnese            | Pier Luigi Farnese  |  |  |       |  |  |                        |  |  |                   |  |
|                       |               | Ottavio Farnese            | Pier Luigi Farnese  |  |  |       |  |  |                        |  |  |                   |  |
|                       |               | Ottavio Farnese            | Gerolama Orsini     |  |  |       |  |  |                        |  |  |                   |  |
| Ersilia Farnese       |               | Ottavio Farnese            |                     |  |  |       |  |  |                        |  |  |                   |  |
|                       |               | …                          | …                   |  |  |       |  |  |                        |  |  |                   |  |
|                       |               | …                          | …                   |  |  |       |  |  |                        |  |  |                   |  |
|                       |               | …                          | …                   |  |  |       |  |  |                        |  |  |                   |  |
| Vitaliano VI Borromeo |               | …                          |                     |  |  |       |  |  |                        |  |  |                   |  |
|                       | Erasmo D'Adda | Rinaldo D'Adda             |                     |  |  |       |  |  |                        |  |  |                   |  |
|                       | Erasmo D'Adda | Rinaldo D'Adda             |                     |  |  |       |  |  |                        |  |  |                   |  |
|                       | Erasmo D'Adda | Margherita di Carupo       |                     |  |  |       |  |  |                        |  |  |                   |  |
| Ercole D'Adda         | Erasmo D'Adda |                            |                     |  |  |       |  |  |                        |  |  |                   |  |
|                       |               | Isabella Bottoli           | Galasso Bottoli     |  |  |       |  |  |                        |  |  |                   |  |
|                       |               | Isabella Bottoli           | Galasso Bottoli     |  |  |       |  |  |                        |  |  |                   |  |
|                       |               | Isabella Bottoli           | …                   |  |  |       |  |  |                        |  |  |                   |  |
| Isabella D'Adda       |               | Isabella Bottoli           |                     |  |  |       |  |  |                        |  |  |                   |  |
|                       |               | Giacomo D'Adda             | Gaspare D'Adda      |  |  |       |  |  |                        |  |  |                   |  |
|                       |               | Giacomo D'Adda             | Gaspare D'Adda      |  |  |       |  |  |                        |  |  |                   |  |
|                       |               | Giacomo D'Adda             | Margherita Rabbia   |  |  |       |  |  |                        |  |  |                   |  |
| Margherita D'Adda     |               | Giacomo D'Adda             |                     |  |  |       |  |  |                        |  |  |                   |  |
|                       |               | Francesca Scarovigna       | Giovanni Scarovigna |  |  |       |  |  |                        |  |  |                   |  |
|                       |               | Francesca Scarovigna       | Giovanni Scarovigna |  |  |       |  |  |                        |  |  |                   |  |
|                       |               | Francesca Scarovigna       | …                   |  |  |       |  |  |                        |  |  |                   |  |
|                       |               | Francesca Scarovigna       |                     |  |  |       |  |  |                        |  |  |                   |  |